# Układ termodynamicznie izolowany
Układ termodynamicznie izolowany (układ termodynamiczny odosobniony) – układ termodynamiczny, który nie wymienia z otoczeniem ani materii, ani energii.
Z zasady zachowania energii wynika, że suma wszystkich rodzajów energii układu jest stała. W szczególności nie zmienia się energia wewnętrzna układu, co jest ujęte w pierwszej zasadzie termodynamiki. Jego poszczególne elementy mogą wymieniać między sobą energię oraz masę, ale suma energii wszystkich przemian w układzie izolowanym musi być równa 0.